# C14 (grup d'Ucraïna)
C14 o S14, també conegut com Sich (en ucraïnès: С14 (Січ)), és un grup nacionalista neonazi ucraïnès fundat l'any 2010. El 2018, va guanyar notorietat per la seva participació en atacs violents als camps de població romaní. C14 va afirmar que només participa en l'eliminació dels campaments il·legals de població romaní mitjançant "arguments legítims convincents".

## Història
C14 es va fundar el 2010 com l'ala juvenil del partit polític ultranacionalista Svoboda. Va ser un dels grups d'extrema dreta actius durant el moviment Euromaidan (novembre de 2013 – febrer de 2014). I van estar involucrats en escaramusses amb els violents partidaris del govern coneguts com a Titushky. El 2018, juntament amb el partit del Cos Nacional del Batalló Azov, C14 va ser reconegut per l'Oficina de Democràcia, Drets Humans i Treball del Departament d'Estat dels EUA com a grup d'odi nacionalista. C14 comparteix els objectius neonazis del Batalló Azov i de l'Assemblea Social-Nacional. OpenDemocracy va comentar que C14 combina un missatge patriòtic saludable genèric amb "indicacions més subtils que poden ser fàcilment desxifrades pels membres de la subcultura (com la data simbòlica del pogrom gitano en l'aniversari de Hitler o, de fet, el mateix fet del nom de l'organització).".
El gener de 2018, C14 va contra protestar la manifestació anual en commemoració d'Anastasia Baburova i Stanislav Markelov, dos antifeixistes russos assassinats, cridant i atacant amb ous i boles de neu; la manifestació ha estat un objectiu anual de l'extrema dreta. El març de 2018, la capital d'Ucraïna Kíev i C14 van signar un acord que permetia a C14 establir una guàrdia municipal per patrullar els carrers de la ciutat. El juny de 2018, Hromadske Radio va informar que el Ministeri de Joventut i Esports d'Ucraïna estava finançant C14 per promoure "projectes nacionals d'educació patriòtica", pels quals el grup va rebre gairebé 17.000 dòlars. C14 també va atorgar fons a l'Assemblea Educativa i l'amagatall Holosiyiv vinculats a l'extrema dreta. El 19 de novembre de 2018, C14 i altres organitzacions polítiques nacionalistes ucraïneses d'extrema dreta, entre elles el Congrés de Nacionalistes Ucraïnesos, l'Organització de Nacionalistes Ucraïnesos i Pravi Sèktor, van avalar la candidatura de Ruslan Koshulynskyi a les eleccions presidencials d'Ucraïna de 2019. A les eleccions, Koshulynskyi va rebre l'1,6% dels vots.

## Imatge
Січ (tal com s'escriu en l'alfabet ucraïnès) s'assembla a Sich, el nom donat als centres administratius i militars dels cosacs als segles XVI-XVIII. Els experts Terrorism Research & Analysis Consortium han informat que el número 14 del nom del grup s'ha vist com una referència a l'eslògan Fourteen Words encunyat per David Lane, un supremacista blanc nord-amerià. L'acadèmic Anton Shekhovtsov ha definit l'organització com un "moviment ne⁣nai ". El líder de C14 Yevhen Karas, uk, s'ha defensat repetidament dels atacs titllant-lo de nazi. Segons ell, els seus principals "enfrontaments" van ser amb "grups ètnics no ucraïnesos que controlaven les forces polítiques i econòmiques d'Ucraïna", a qui Karas va identificar com a russos i jueus. Va afirmar: "No ens considerem una organització neonazi, som clarament nacionalistes ucraï⁣ess". El 2018, l'antic membre Dmytro Riznychenko va dir a Radio Svoboda: "C14 són tots neonazis. És una definició força adequada." El maig de 2018, el mitjà independent d'Ucraïna Hromadske va declarar: "La majoria de les accions de C14 sembla que van dirigides a Rússia, o els simpatitzants amb Rúsia". El politòleg alemany Andreas Umland va dirCque S14 "podria qualificar-se de neonazi". El juny de 2018, Radio Free Europe/Radio Liberty va informar que membres del grup havien expressat obertament opinions neonzis.
El 2017, C14 va ser acusat per l'activista antiguerra d'esquerres Stas Serhiyenko d'haver estat involucrat en el seu apunyalament. L'endemà de l'atac, el líder del C14, Karas, va acusar Serhiyenko d'haver donat suport als disturbis prorussos del 2014 a Khàrkiv i l'annexió russa de Crimea el 2014, i va afirmar que l'atac estava "lluny del primer, però no l'últim, atac als bacils del terrorisme, amagats enmig dels pacífics carrers d'Ucraïna". El juny de 2018, C14 va guanyar notorietat internacional després de les informacions que estava involucrat en atacs violents als camps de població romaní. Després d'un d'aquests presumptes atacs el maig de 2018, la policia de Kíev va fer pública una declaració que no havia rebut queixes de gitanos per cops ni violència. C14 va respondre que només havien utilitzat "arguments legítims convincents" per eliminar els camps il·legals de població romaní.
L'agost de 2019, un tribunal ucraïnès va emetre una decisió a favor de C14 després d'un tuit de maig de 2018 de Hromadske, que apel·là, es va referir al grup com a neonazi. Després de la sentència, va publicar que C14 eren "neonazis que no volen ser anomenats neonazis". Sobre la resposta de Hromadske, Bellingcat va dir que "[el] tribunal va assenyalar que la informació que va circular Hromadske el maig de 2018 "perjudicava la reputació" de C14 i va ordenar a Hromadske que refutés la informació i pagués 3.500 UAH (136 dòlars) en despeses judicials a C14". La sentència va ser criticada per grups de drets humans, periodistes i observadors nacionals i internacionals, i l'Oficina del Representant per a la Llibertat dels Mitjans de Comunicació de l'⁣Organització per a la Seguretat i la Cooperació a Europa va expressar la seva preocupació perquè "va en contra de #mediafreedom i podria desanimar el treball periodístic" a Ucraïna. Mitjans de comunicació internacionals com Haaretz, Reuters, i The Washington Post, així com el Parlament britànic i organitzacions de drets humans com el Kharkiv Human Rights Protection Group, s'han referit a C14 com un grup neonazi.